# Kees Schrikker
Cornelis (Kees) Schrikker (Amsterdam, 16 juli 1898 – Laren, 6 juni 1993) was een Nederlands beeldhouwer, medailleur en keramist.

## Leven en werk
Schrikker werd geboren binnen het gezin van effectencommissionair Antonie Johan Schikker en Teekel Cornelia ten Napel aan de Roemer Visscherstraat 14. Hij trouwde in 1930 met Zwitserse Laure Elisa Perrenoud-André. Hun dochter Willie Marie Schrikker (als meisje in een buste vastgelegd door haar vader) was kunstenares, visionair en kleurentherapeut. Zoon André Schrikker is bioloog.
Hij werd tabaksinkoper en werkte als volontair bij de Amsterdamse beeldhouwer Hildo Krop. Hij studeerde onder Jan Bronner aan de Rijksacademie (1926-1930). Al tijdens zijn studie ontwierp Schrikker decors en marionetten voor marionettentheater De Olijftack, die er meer dan 250 voorstellingen gebruik van maakte in de periode 1928-1931. Hij vestigde zich in Gif-sur-Yvette en volgde lessen aan vrije academies in Parijs. Hij werkte op de ateliers van Charles Despiau, Marcel Antoine Gimond en Charles Malfray. In 1947 keerde Schrikker terug naar Nederland, waar hij zich na een korte periode in Amsterdam in Laren vestigde. Hij richtte de tekenclub Hamdorff op (1948), voorloper van de Gooise Academie voor Beeldende Kunst, waar hij tot 1972 werkzaam was als docent en directeur. Hij gaf les aan onder anderen Jan Broerze, Els Meijns en Peter Zondervan.
Schrikker was lid (en enige tijd tweede secretaris) van Arti et Amicitiae, de Nederlandse Kring van Beeldhouwers en de Kunstenaarsvereniging Laren-Blaricum. Hij exposeerde onder meer bij de Wereldtentoonstelling van 1935 in Brussel, bij de Pulchri Studio, het Stedelijk Museum Amsterdam, Singer Museum.
Schikker werd in 1981 benoemd tot ridder in de Orde van Oranje-Nassau. Hij publiceerde een jaar later de autobiografie De memoires van de beeldhouwer : Kees Schikker. Hij overleed in 1993, op 94-jarige leeftijd.

## Werken (selectie)
- Verzetsmonument Crooswijk (1950)
- Oorlogsmonument Hardinxveld (1953)
- Berend Gerstekorrel (1953), Laren
- Spelend kind (1972) voor het stadskantoor in Emmeloord
- L'inconnue (1975), bij het zwembad in Laren

## Afbeeldingen

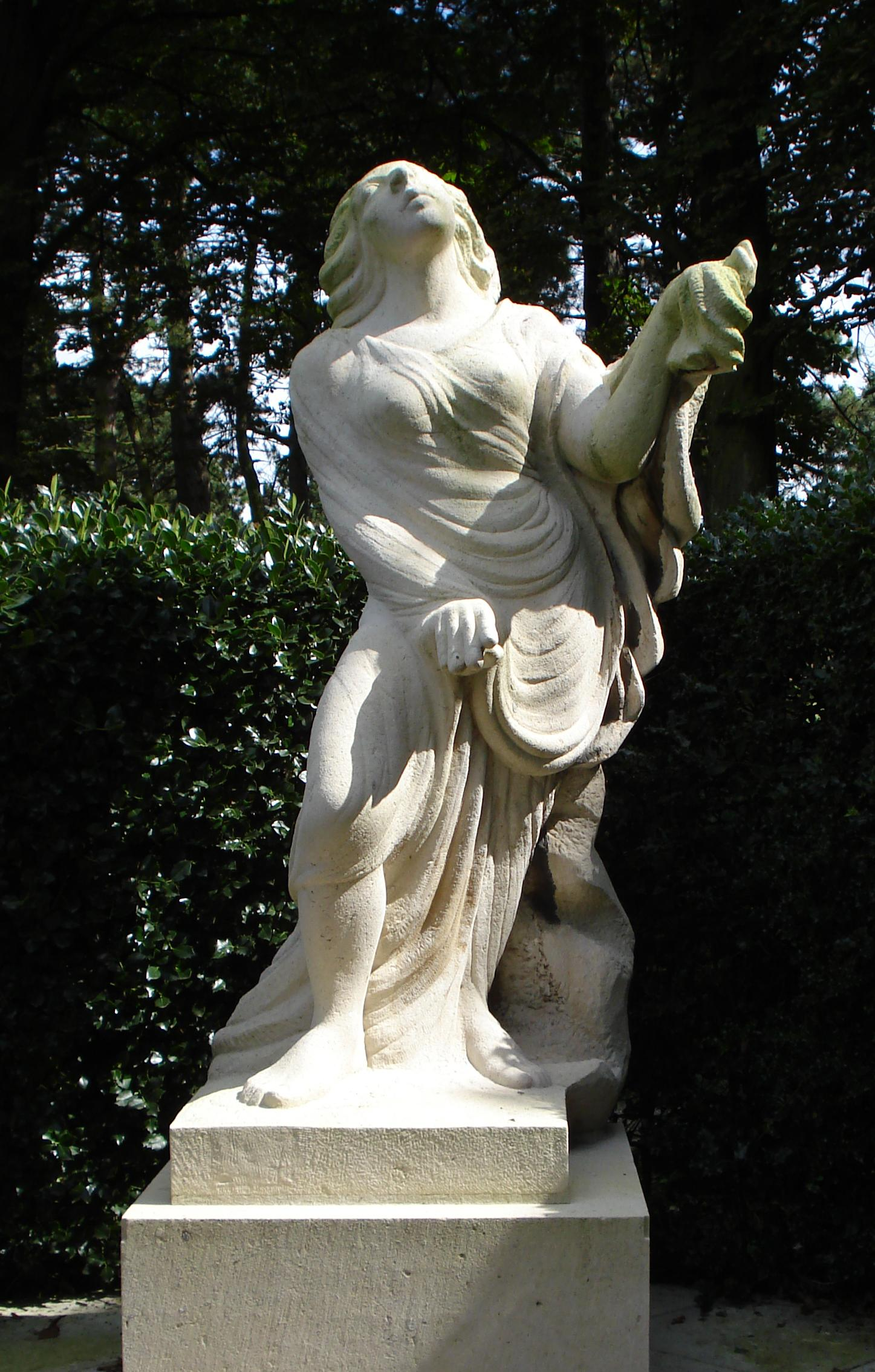
Verzetsmonument Crooswijk
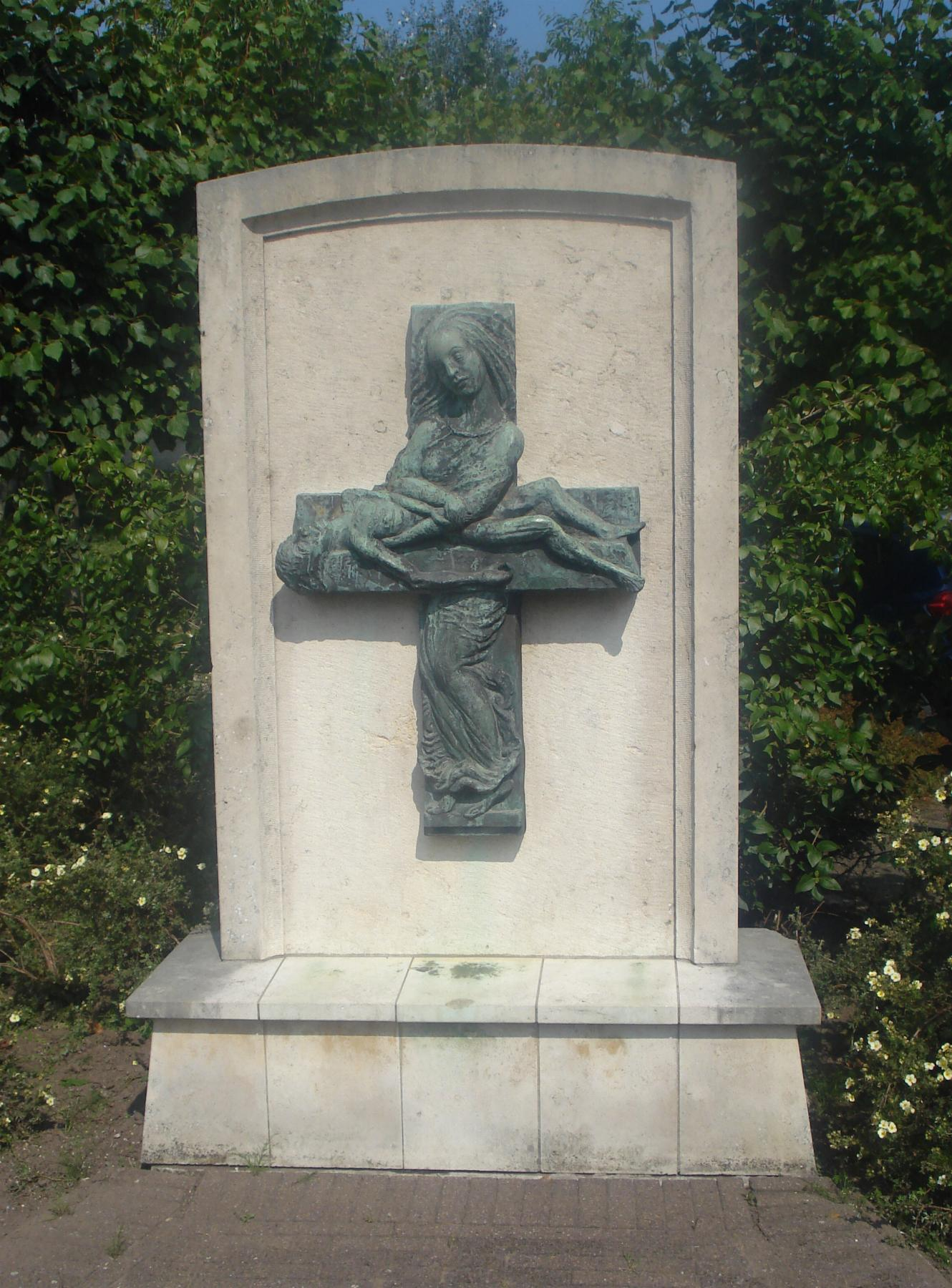
Oorlogsmonument Hardinxveld

## Publicatie
- Schrikker, K. (1982) De memoires van de beeldhouwer : Kees Schrikker. Laren: van Wijland

- Biografisch Portaal: 06875403
- International Standard Name Identifier: 0000 0004 2307 2760
- Nederlandse Thesaurus van Auteursnamen: 355064111
- RKD-Nederlands Instituut voor Kunstgeschiedenis: 71226
- Virtual International Authority File: 305804798
- WorldCat: E39PBJtH3krVJGrjVtRwFMp9Dq